# Kamigyō-ku
Kamigyō-ku (上京区?) è uno degli 11 quartieri della città di Kyoto, in Giappone.